# Baggio Siadi
Baggio Siadi Ngusia (21 luglio 1997) è un calciatore congolese (Repubblica Democratica del Congo), portiere del TP Mazembe e della nazionale congolese.

## Carriera

### Club
Siadi ha iniziato a giocare a calcio in patria con il Motema Pembe, per poi vestire le maglie di Nyuki, Saint Éloi Lupopo e Groupe Bazano.
Il 23 luglio 2021 ha firmato un contratto di cinque anni con il TP Mazembe.

### Nazionale
Ha debuttato con la nazionale congolese il 18 settembre 2019 nell'amichevole persa 3-2 contro il Ruanda. È stato incluso nella lista dei convocati per la Coppa d'Africa 2023.

## Statistiche

### Cronologia presenze e reti in nazionale
| Cronologia completa delle presenze e delle reti in nazionale ― Tunisia | Cronologia completa delle presenze e delle reti in nazionale ― Tunisia | Cronologia completa delle presenze e delle reti in nazionale ― Tunisia | Cronologia completa delle presenze e delle reti in nazionale ― Tunisia | Cronologia completa delle presenze e delle reti in nazionale ― Tunisia | Cronologia completa delle presenze e delle reti in nazionale ― Tunisia | Cronologia completa delle presenze e delle reti in nazionale ― Tunisia | Cronologia completa delle presenze e delle reti in nazionale ― Tunisia |
| Data                                                                   | Città                                                                  | In casa                                                                | Risultato                                                              | Ospiti                                                                 | Competizione                                                           | Reti                                                                   | Note                                                                   |
| ---------------------------------------------------------------------- | ---------------------------------------------------------------------- | ---------------------------------------------------------------------- | ---------------------------------------------------------------------- | ---------------------------------------------------------------------- | ---------------------------------------------------------------------- | ---------------------------------------------------------------------- | ---------------------------------------------------------------------- |
| 18-9-2019                                                              | Kinshasa                                                               | RD del Congo                                                           | 2 – 3                                                                  | Ruanda                                                                 | Amichevole                                                             | -3                                                                     |                                                                        |
| 25-1-2021                                                              | Yaoundé                                                                | Niger                                                                  | 1 – 2                                                                  | RD del Congo                                                           | CHAN 2020 - 1º turno                                                   | -1                                                                     |                                                                        |
| 29-2-3-2021                                                            | Kinshasa                                                               | RD del Congo                                                           | 1 – 0                                                                  | Gambia                                                                 | Qual. Coppa d'Africa 2021                                              | -                                                                      |                                                                        |
| 5-6-2021                                                               | Radès                                                                  | Tunisia                                                                | 1 – 0                                                                  | RD del Congo                                                           | Amichevole                                                             | -1                                                                     |                                                                        |
| 28-8-2022                                                              | Yaoundé                                                                | Ciad                                                                   | 1 – 2                                                                  | RD del Congo                                                           | Qual. CHAN 2022                                                        | -1                                                                     |                                                                        |
| 4-9-2022                                                               | Kinshasa                                                               | RD del Congo                                                           | 5 – 0                                                                  | Ciad                                                                   | Qual. CHAN 2022                                                        | -                                                                      |                                                                        |
| 27-9-2022                                                              | Casablanca                                                             | RD del Congo                                                           | 3 – 0                                                                  | Sierra Leone                                                           | Amichevole                                                             | -                                                                      |                                                                        |
| 14-1-2022                                                              | Annaba                                                                 | RD del Congo                                                           | 0 – 0                                                                  | Uganda                                                                 | CHAN 2022 - 1º turno                                                   | -                                                                      |                                                                        |
| 18-1-2023                                                              | Annaba                                                                 | RD del Congo                                                           | 0 – 0                                                                  | Costa d'Avorio                                                         | CHAN 2022 - 1º turno                                                   | -                                                                      |                                                                        |
| 22-1-2023                                                              | Annaba                                                                 | Senegal                                                                | 3 – 0                                                                  | RD del Congo                                                           | CHAN 2022 - 1º turno                                                   | -3                                                                     |                                                                        |
| 14-6-2023                                                              | Douala                                                                 | RD del Congo                                                           | 1 – 0                                                                  | Uganda                                                                 | Amichevole                                                             | -                                                                      |                                                                        |
| Totale                                                                 |                                                                        | Presenze                                                               | 11                                                                     |                                                                        | Reti                                                                   | -9                                                                     |                                                                        |

## Palmarès

### Club

#### Competizioni nazionali
- Campionato della Repubblica Democratica del Congo: 2

TP Mazembe: 2021-2022, 2023-2024